# ベルナルジ・アニシオ・カルデイラ・ドゥアルテ
ベルナルジ・アニシオ・カルデイラ・ドゥアルテ（Bernard Anício Caldeira Duarte、1992年9月8日 - ）は、ブラジル・ミナスジェライス州ベロオリゾンテ出身のサッカー選手。ギリシャのパナシナイコス所属。ポジションはミッドフィールダー。左サイドハーフやトップ下を主戦場としている。

## クラブ経歴

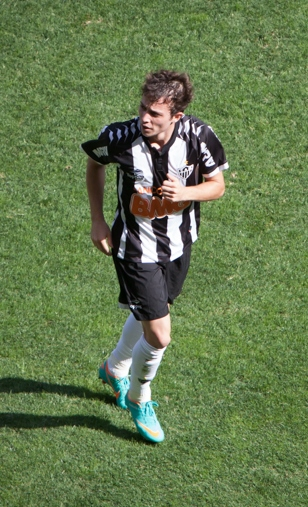
アトレチコ・ミネイロでプレーするベルナルジ（2012年）

2006年からアトレチコ・ミネイロのユースチームでキャリアをスタートさせ、2010年にトップチームに昇格した。

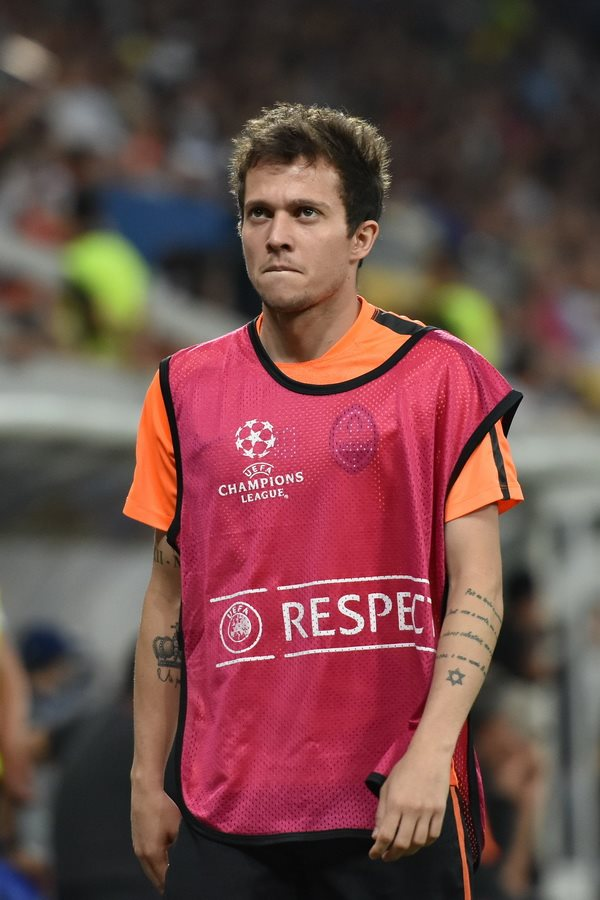
シャフタール・ドネツク時代のベルナルジ（2015年）

2013年8月8日、FCシャフタール・ドネツクに移籍した。契約期間は5年間で、移籍金は2500万ユーロ。8月31日、FCメタリスト・ハルキウ戦にドウグラス・コスタとの交代で出場しデビューを果たした。スペイン紙『エル・パイス』によって2013年の南米トップ11の選手に選ばれた。2014年のウクライナ騒乱を受けて、状況が激化すればシャフタールを退団することも厭わないとコメントし、緊急的に退団する可能性を考慮していた。2017-18シーズン限りで契約満了となり、シャフタールを退団した。
契約満了で退団したことから移籍金がかからず獲得できることもあり、チェルシーFCやACミランが関心を持っていたが、2018年8月9日、エヴァートンFCと4年契約を結んだ。マルコ・シウバ監督はベルナルジの身長や身体能力に関する懸念を無視し、その技術を高く評価して契約を結んだ。2018-19シーズンのエヴァートンの加入者の中では最高齢の26歳だった。8月25日、AFCボーンマス戦で、後半5分にセオ・ウォルコットとの交代で途中出場してデビューを果たした。2019年1月25日、FAカップ3回戦のリンカーン・シティ戦で移籍後初得点を記録した。3月30日のウェストハム・ユナイテッド戦でプレミアリーグ初ゴールを挙げた。4-2-3-1のシステムで34試合に出場し、定位置を確保した。
2021年7月22日、シャールジャFCに移籍した。

## 代表経歴

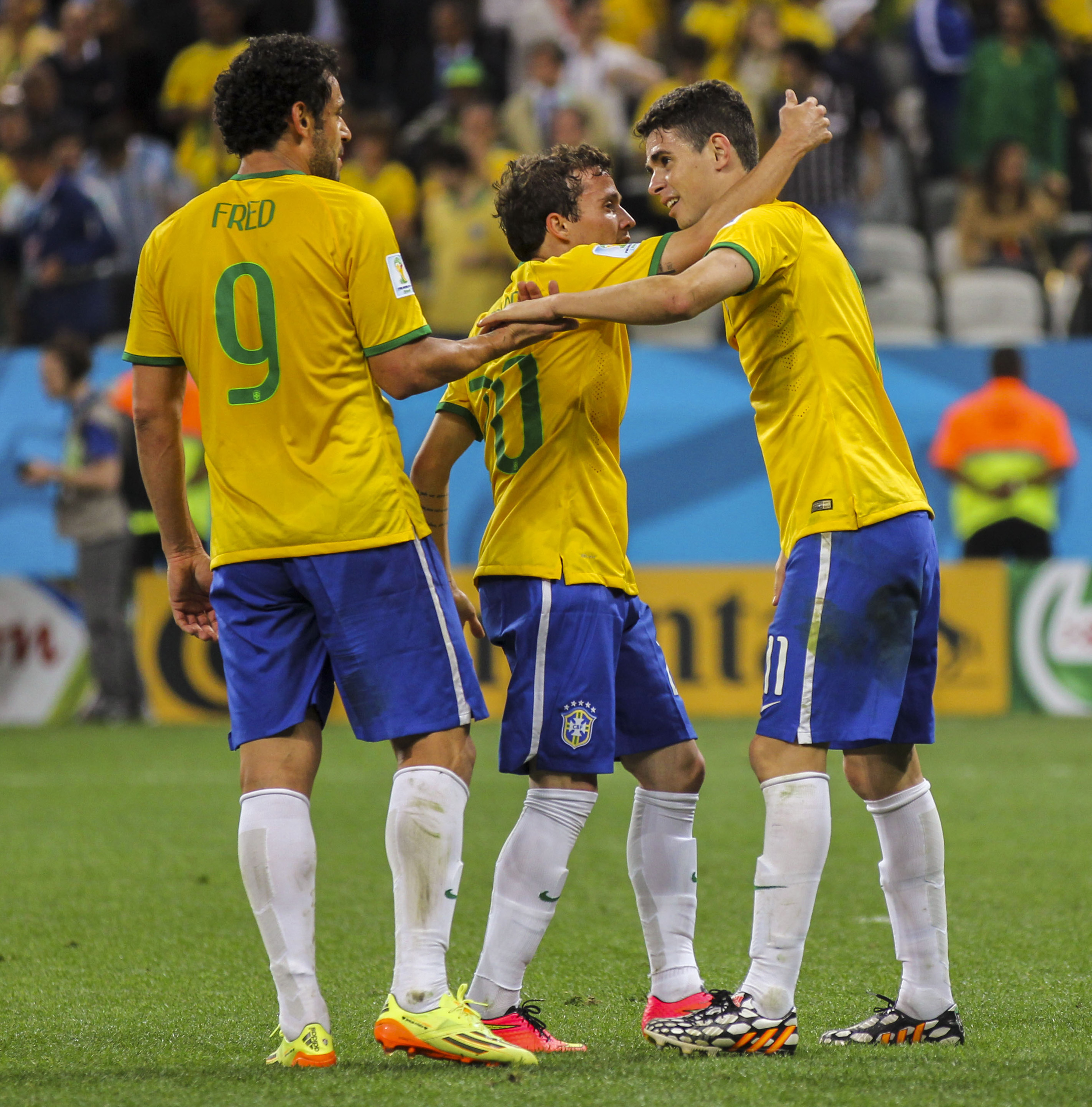
2014 FIFAワールドカップでブラジル代表としてプレーするベルナルジ（中央）

2012年11月、スーペルクラシコ・デ・ラス・アメリカスのアルゼンチン代表戦でA代表デビューを果たした。
母国ブラジルで開催されたFIFAコンフェデレーションズカップ2013の代表メンバーに選出され、グループリーグ最終戦のイタリア代表戦ではネイマールとの交代で途中出場した。準決勝のウルグアイ代表戦にも出場し、優勝を経験した。
2013年11月16日のホンジュラス代表との親善試合で代表初得点を挙げた。
ルイス・フェリペ・スコラーリ監督によって定期的に招集され、2014年5月7日に2014 FIFAワールドカップの代表メンバー23名に選出された。開幕戦のクロアチア代表戦にはフッキとの交代で途中出場し、グループリーグ第2戦のメキシコ代表にも途中出場した。その後、準決勝まで出場機会は無かったが、準決勝のドイツ代表戦で先発出場を果たしてフル出場した。3位決定戦のオランダ代表戦は出場機会が無かった。

## 代表歴

### 出場大会
- ブラジル代表
  - 2014 FIFAワールドカップ

### 試合数
- 国際Aマッチ 14試合 1得点（2012年-2014年）[25]

| ブラジル代表 | 国際Aマッチ | 国際Aマッチ |
| 年           | 出場        | 得点        |
| ------------ | ----------- | ----------- |
| 2012         | 1           | 0           |
| 2013         | 9           | 1           |
| 2014         | 4           | 0           |
| 通算         | 14          | 1           |

## タイトル

### クラブ
アトレチコ・ミネイロ
- カンピオナート・ミネイロ : 2012, 2013
- コパ・リベルタドーレス : 2013

FCシャフタール・ドネツク
- ウクライナ・プレミアリーグ : 2013-14, 2016-17, 2017-18
- ウクライナ・カップ : 2015-16, 2016-17, 2017-18
- ウクライナ・スーパーカップ : 2014, 2015, 2017

### 代表
ブラジル代表
- スーペルクラシコ・デ・ラス・アメリカス : 2012
- FIFAコンフェデレーションズカップ : 2013